# Palazzo Pascali
Palazzo Pascali, talvolta citato come Palazzo Pasquali, è un palazzo storico dell'Aquila.

## Storia
La costruzione del palazzo risale al XV secolo. Venne realizzato al confine tra i locali di Pizzoli (di cui fa parte) e di Barete; è pertanto probabile che la famiglia Pascali fosse originaria di queste zone.
Il palazzo decadde in rovina successivamente al terremoto del 1703 da cui subì probabilmente numerosi danneggiamenti e venne rinnovato. Alla facciata quattrocentesca, unica testimonianza del palazzo originario, si aggiunse nel XX secolo una palazzina dalle fattezze moderne. 
L'immobile ha subito nuovi danni dal terremoto del 2009 rendendo necessario un restauro che ha avuto inizio nel 2014; in questa fase sono stati rinvenuti reperti relativi al XIII secolo, un pozzo ed un sistema di cisterne in stile rinascimentale oltre a vasellame ed altre ceramiche relative al XIX secolo quando Palazzo Pascali era abitato da un noto ceramista cittadino. La quantità di materiale storico rinvenuto ha spinto ad allestire un giardino archeologico che è stato aperto al pubblico al termine dei lavori di restauro, nel 2017. Il progetto del Giardino Archeologico è stato realizzato e diretto dagli architetti Giuseppe Cimmino e Silvia Ricci.

## Descrizione
Il palazzo è situato nel quarto di San Pietro, su via Roma, decumano principale della città.
La facciata principale presenta un'architettura singolare di matrice quattrocentesca caratterizzata da un grande portale riquadrato, tre finestroni rettangolari e una merlatura di cornice. A lato del portale è presente una targa in pietra che identifica l'immobile come Palazzo Pasquali; in realtà, durante i lavori di restauro successivi al sisma del 2009, è stato documentato che il nome originario della famiglia fosse Pascali ma la targa è stata comunque mantenuta perché considerata elemento storico.
Il cortile rappresenta ciò che rimane dell'antico chiostro ed è attualmente allestito come spazio museale all'aperto. Un sistema di giochi luminosi e teche in vetro, mette in risalto le volumetrie originari ed i reperti archeologici rinvenuti durante i lavori. Il giardino è aperto al pubblico alcuni giorni della settimana ad orari prestabiliti.